# جوناثان مونييه
جوناثان مونييه (بالإنجليزية: Jonathan Meunier؛ مواليد 4 أغسطس 1987) هو مُقاتل فنون قتالية مختلطة كندي. 
 District

## وصلات خارجية
- جوناثان مونييه على موقع يو إف سي (الإنجليزية)
- جوناثان مونييه على موقع شيردوغ (الإنجليزية)